# Mistrzostwa Świata w Hokeju na Lodzie 2023 (I Dywizja)
Mistrzostwa Świata w Hokeju na Lodzie I Dywizji 2023 rozegrane zostały w dniach 29 kwietnia–5 maja (Dywizja IA) i 23-29 kwietnia (Dywizja IB).
Do mistrzostw I Dywizji przystąpiło 12 zespołów, które zostały podzielone na dwie grupy po sześć zespołów. Dywizja I Grupa A swoje mecze rozgrywała w (Nottingham) w Wielkiej Brytanii, natomiast Dywizja I Grupa B w stolicy Estonii Tallinnie. Reprezentacje rywalizowały systemem każdy z każdym.
Hale, w których zorganizowano zawody:
- Motorpoint Arena Nottingham w Nottingham – Dywizja IA,
- Tondiraba Ice Hall w Tallinnie – Dywizja IB.

## Grupa A
Do mistrzostw świata elity w 2024 z Dywizji IA awansowały dwie pierwsze reprezentacje. Ostatni zespół został zdegradowany.
| 29 kwietnia 2023 | Polska | 7:0 | Litwa | Motorpoint Arena Nottingham, Nottingham |

| Szczegóły      | Szczegóły | Szczegóły       | Szczegóły   | Szczegóły                                                                                         |
| -------------- | --- | --------------- | ----------- | ------------------------------------------------------------------------------------------------- |
| Godzina: 12:30 | P. Zygmunt (EQ) 02:03 M. Kruczek (EQ) 03:26 K. Dziubiński (PP) 07:02 P. Wronka (EQ) 27:23 P. Wronka (PP) 37:18 P. Wronka (PP) 39:47 K. Dziubiński (PP) 48:40 | (3:0, 3:0, 1:0) |             | Widzów: 1352 Sędzia główny: Andrew Dalton Attila Nagy Sędziowie liniowi: Ilia Kisil Jussi Thomann |
| Godzina: 12:30 | 4 min. kar |                 | 12 min. kar | Widzów: 1352 Sędzia główny: Andrew Dalton Attila Nagy Sędziowie liniowi: Ilia Kisil Jussi Thomann |

| 29 kwietnia 2023 | Rumunia | 2:6 | Włochy | Motorpoint Arena Nottingham, Nottingham |

| Szczegóły      | Szczegóły                                 | Szczegóły       | Szczegóły | Szczegóły |
| -------------- | ----------------------------------------- | --------------- | --- | --- |
| Godzina: 16:00 | Z. Molnár (EQ) 32:10 M. Kovács (EQ) 47:20 | (0:2, 1:2, 1:2) | 00:59 (EQ) T. Larkin 07:55 (EQ) T. Larkin 25:58 (EQ) P. Brunner 26:51 (EQ) A. Miceli 52:57 (EQ) A. Miceli 54:57 (EQ) T. Larkin | Widzów: 2001 Sędzia główny: Roy Stian Hansen Kylian Hinterdobler Sędziowie liniowi: Nicklas Knosen Jonas Merten |
| Godzina: 16:00 | 8 min. kar                                |                 | 4 min. kar | Widzów: 2001 Sędzia główny: Roy Stian Hansen Kylian Hinterdobler Sędziowie liniowi: Nicklas Knosen Jonas Merten |

| 29 kwietnia 2023 | Korea Południowa | 0:4 | Wielka Brytania | Motorpoint Arena Nottingham, Nottingham |

| Szczegóły      | Szczegóły   | Szczegóły       | Szczegóły                                                                      | Szczegóły                                                                                                   |
| -------------- | ----------- | --------------- | ------------------------------------------------------------------------------ | --- |
| Godzina: 19:30 |             | (0:2, 0:1, 0:1) | 01:44 (EQ) B. Lake 15:49 (EQ) R. Dowd 20:13 (EQ) C. Neilson 41:35 (EQ) L. Kirk | Widzów: 3966 Sędzia główny: Christoph Sternat Milan Zrnić Sędziowie liniowi: Norbert Muzsik Andreas Nyqvist |
| Godzina: 19:30 | 10 min. kar |                 | 2 min. kar                                                                     | Widzów: 3966 Sędzia główny: Christoph Sternat Milan Zrnić Sędziowie liniowi: Norbert Muzsik Andreas Nyqvist |

| 30 kwietnia 2023 | Litwa | 2:3 | Rumunia | Motorpoint Arena Nottingham, Nottingham |

| Szczegóły      | Szczegóły                                       | Szczegóły       | Szczegóły                                                    | Szczegóły                                                                                               |
| -------------- | ----------------------------------------------- | --------------- | ------------------------------------------------------------ | --- |
| Godzina: 12:30 | E. Krakauskas (EQ) 01:09 A. Bendžius (EQ) 15:38 | (2:1, 0:2, 0:0) | 16:55 (EQ) M. Kovács 23:36 (PP) B. Péter 30:07 (EQ) B. Péter | Widzów: 1958 Sędzia główny: Cedric Borga Christoph Sternat Sędziowie liniowi: Jonas Merten Gašper Zgonc |
| Godzina: 12:30 | 6 min. kar                                      |                 | 6 min. kar                                                   | Widzów: 1958 Sędzia główny: Cedric Borga Christoph Sternat Sędziowie liniowi: Jonas Merten Gašper Zgonc |

| 30 kwietnia 2023 | Wielka Brytania | 5:4 pd. | Polska | Motorpoint Arena Nottingham, Nottingham |

| Szczegóły      | Szczegóły                                                                                                | Szczegóły            | Szczegóły                                                                              | Szczegóły                                                                                                   |
| -------------- | --- | -------------------- | -------------------------------------------------------------------------------------- | --- |
| Godzina: 16:00 | J. Phillips (EQ) 01:57 C. Neilson (EQ) 23:36 L. Kirk (PP) 33:07 M. Hammond (PP) 58:30 B. Lake (PP) 62:35 | (1:1, 2:0, 1:3, 1:0) | 10:06 (EQ) D. Paś 45:25 (EQ) P. Zygmunt 54:23 (PP) K. Wałęga 59:12 (EQ)(EA) B. Fraszko | Widzów: 4134 Sędzia główny: Kilian Hinterdobler Mikael Holm Sędziowie liniowi: Nicklas Knosen Jussi Thomann |
| Godzina: 16:00 | 8 min. kar                                                                                               |                      | 29 min. kar                                                                            | Widzów: 4134 Sędzia główny: Kilian Hinterdobler Mikael Holm Sędziowie liniowi: Nicklas Knosen Jussi Thomann |

| 30 kwietnia 2023 | Włochy | 6:1 | Korea Południowa | Motorpoint Arena Nottingham, Nottingham |

| Szczegóły      | Szczegóły | Szczegóły       | Szczegóły         | Szczegóły                                                                                          |
| -------------- | --- | --------------- | ----------------- | -------------------------------------------------------------------------------------------------- |
| Godzina: 19:30 | D. Mantenuto (EQ) 04:31 L. Frigo (SH) 14:55 T. Larkin (EQ) 39:57 L. Frigo (EQ) 45:05 B. McNally (EQ) 48:26 D. Mantenuto (PP) 50:05 | (2:0, 1:0, 3:1) | 48:17 (EQ) Kim K. | Widzów: 1572 Sędzia główny: Andrew Dalton Attila Nagy Sędziowie liniowi: Ilia Kisil Anders Nyqvist |
| Godzina: 19:30 | 10 min. kar |                 | 8 min. kar        | Widzów: 1572 Sędzia główny: Andrew Dalton Attila Nagy Sędziowie liniowi: Ilia Kisil Anders Nyqvist |

| 2 maja 2023 | Rumunia | 2:5 | Korea Południowa | Motorpoint Arena Nottingham, Nottingham |

| Szczegóły      | Szczegóły                                | Szczegóły       | Szczegóły                                                                                     | Szczegóły                                                                                          |
| -------------- | ---------------------------------------- | --------------- | --------------------------------------------------------------------------------------------- | -------------------------------------------------------------------------------------------------- |
| Godzina: 12:30 | A. Filip (EQ) 15:15 M. Kovács (EQ) 55:24 | (1:1, 0:2, 1:2) | 04:52 (PP) Shin S. 24:03 (EQ) Kang Y. 36:34 (EQ) Jeon J. 51:52 (PP) Park J. 54:45 (EQ) Kim S. | Widzów: 767 Sędzia główny: Andrew Dalton Mikael Holm Sędziowie liniowi: Illia Kisil Nicklas Knosen |
| Godzina: 12:30 | 6 min. kar                               |                 | 2 min. kar                                                                                    | Widzów: 767 Sędzia główny: Andrew Dalton Mikael Holm Sędziowie liniowi: Illia Kisil Nicklas Knosen |

| 2 maja 2023 | Włochy | 2:4 | Polska | Motorpoint Arena Nottingham, Nottingham |

| Szczegóły      | Szczegóły                                         | Szczegóły       | Szczegóły                                                                                     | Szczegóły                                                                                              |
| -------------- | ------------------------------------------------- | --------------- | --------------------------------------------------------------------------------------------- | --- |
| Godzina: 16:00 | A. Trivellato (EQ) 06:28 D. R. Tedesco (AG) 26:35 | (1:1, 1:2, 0:1) | 05:23 (EQ) M. Michalski 22:10 (EQ) K. Dziubiński 37:06 (EQ) B. Jeziorski 56:53 (PP) G. Pasiut | Widzów: 1318 Sędzia główny: Roy Stian Hansen Milan Zrnić Sędziowie liniowi: Norbert Muzsik Ašper Zgonc |
| Godzina: 16:00 | 29 min. kar                                       |                 | 8 min. kar                                                                                    | Widzów: 1318 Sędzia główny: Roy Stian Hansen Milan Zrnić Sędziowie liniowi: Norbert Muzsik Ašper Zgonc |

| 2 maja 2023 | Wielka Brytania | 3:0 | Litwa | Motorpoint Arena Nottingham, Nottingham |

| Szczegóły      | Szczegóły                                                         | Szczegóły       | Szczegóły  | Szczegóły                                                                                                   |
| -------------- | ----------------------------------------------------------------- | --------------- | ---------- | --- |
| Godzina: 19:30 | C. Neilson (EQ) 01:07 R.Dowd (PP) 16:42 N. Halbert (EQ)(EN) 58:10 | (2:0, 0:0, 1:0) |            | Widzów: 2606 Sędzia główny: Cedric Borga Kilian Hinterdobler Sędziowie liniowi: Jonas Merten Anders Nyqvist |
| Godzina: 19:30 | 4 min. kar                                                        |                 | 8 min. kar | Widzów: 2606 Sędzia główny: Cedric Borga Kilian Hinterdobler Sędziowie liniowi: Jonas Merten Anders Nyqvist |

| 3 maja 2023 | Korea Południowa | 0:7 | Polska | Motorpoint Arena Nottingham, Nottingham |

| Szczegóły      | Szczegóły  | Szczegóły       | Szczegóły | Szczegóły                                                                                         |
| -------------- | ---------- | --------------- | --- | ------------------------------------------------------------------------------------------------- |
| Godzina: 12:30 |            | (0:2, 0:3, 0:2) | 09:42 (EQ) A. Łyszczarczyk 19:12 (EQ) B. Jeziorski 30:50 (PP) B. Jeziorski 32:34 (PP) K. Wałęga 39:32 (PP) K. Dziubiński 52:19 (EQ) M. Kolusz 53:58 (PS) K. Dziubiński | Widzów: 710 Sędzia główny: Cedric Borga Milan Zrnić Sędziowie liniowi: Illia Kisil Norbert Muzsik |
| Godzina: 12:30 | 8 min. kar |                 | 0 min. kar | Widzów: 710 Sędzia główny: Cedric Borga Milan Zrnić Sędziowie liniowi: Illia Kisil Norbert Muzsik |

| 3 maja 2023 | Litwa | 4:6 | Włochy | Motorpoint Arena Nottingham, Nottingham |

| Szczegóły      | Szczegóły                                                                                    | Szczegóły       | Szczegóły | Szczegóły |
| -------------- | -------------------------------------------------------------------------------------------- | --------------- | --- | --- |
| Godzina: 16:00 | P. Gintautas (EQ) 00:45 A. Bendžius (EQ) 33:39 M. Grinius (PP2) 37:43 A. Bendžius (EQ) 48:04 | (1:1, 2:4, 1:1) | 10:25 (EQ) M. Zanetti 22:06 (EQ) M. Zanetti 26:47 (PP) P. Pietroniro 32:01 (EQ) D. Hannoun 39:38 (PP) P. Pietroniro 47:04 (EQ) D. Mantenuto | Widzów: 876 Sędzia główny: Mikael Holm Christoph Sternat Sędziowie liniowi: Anders Nyqvist Gasper Jaka Zgonc |
| Godzina: 16:00 | 4 min. kar                                                                                   |                 | 10 min. kar | Widzów: 876 Sędzia główny: Mikael Holm Christoph Sternat Sędziowie liniowi: Anders Nyqvist Gasper Jaka Zgonc |

| 3 maja 2023 | Wielka Brytania | 7:0 | Rumunia | Motorpoint Arena Nottingham, Nottingham |

| Szczegóły      | Szczegóły | Szczegóły       | Szczegóły   | Szczegóły                                                                                        |
| -------------- | --- | --------------- | ----------- | ------------------------------------------------------------------------------------------------ |
| Godzina: 19:30 | B. Perlini (EQ) 30:18 L. Kirk (PP) 32:59 J. Phillips (EQ) 34:18 J. Curran (EQ) 46:16 S. Ruopp (PP) 51:17 E. Mosey (PP) 56:27 J. Waller (EQ) 57:51 | (0:0, 3:0, 4:0) |             | Widzów: 2506 Sędzia główny: Roy Hansen Attila Nagy Sędziowie liniowi: Jonas Merten Jussi Thomann |
| Godzina: 19:30 | 4 min. kar |                 | 12 min. kar | Widzów: 2506 Sędzia główny: Roy Hansen Attila Nagy Sędziowie liniowi: Jonas Merten Jussi Thomann |

| 5 maja 2023 | Polska | 6:2 | Rumunia | Motorpoint Arena Nottingham, Nottingham |

| Szczegóły      | Szczegóły | Szczegóły       | Szczegóły                               | Szczegóły                                                                                          |
| -------------- | --- | --------------- | --------------------------------------- | -------------------------------------------------------------------------------------------------- |
| Godzina: 12:30 | G. Pasiut (PP) 21:42 B. Jeziorski (EQ) 28:53 B. Fraszko (EQ) 37:26 A. Łyszczarczyk (EQ) 38:48 K. Dziubiński (EQ/ENG) 58:15 K. Wałęga (EQ) 59:24 | (0:1, 4:0, 2:1) | 09:13 (EQ) B. Péter 54:20 (EQ) B. Gajdo | Widzów: 1441 Sędzia główny: Mikael Holm Milan Zrnić Sędziowie liniowi: Nicklas Knosen Jonas Merten |
| Godzina: 12:30 | 0 min. kar |                 | 2 min. kar                              | Widzów: 1441 Sędzia główny: Mikael Holm Milan Zrnić Sędziowie liniowi: Nicklas Knosen Jonas Merten |

| 5 maja 2023 | Litwa | 1:2 | Korea Południowa | Motorpoint Arena Nottingham, Nottingham |

| Szczegóły      | Szczegóły           | Szczegóły       | Szczegóły                                | Szczegóły                                                                                                |
| -------------- | ------------------- | --------------- | ---------------------------------------- | --- |
| Godzina: 16:00 | U. Čižas (EQ) 33:47 | (0:0, 1:1, 0:1) | 20:13 (EQ) Shin S. 59:27 (PP/ENG) Kim S. | Widzów: 2078 Sędzia główny: Andrew Dalton Attila Nagy Sędziowie liniowi: Jussi Thomann Gasper Jaka Zgonc |
| Godzina: 16:00 | 12 min. kar         |                 | 6 min. kar                               | Widzów: 2078 Sędzia główny: Andrew Dalton Attila Nagy Sędziowie liniowi: Jussi Thomann Gasper Jaka Zgonc |

| 5 maja 2023 | Włochy | 3:5 | Wielka Brytania | Motorpoint Arena Nottingham, Nottingham |

| Szczegóły      | Szczegóły                                                    | Szczegóły       | Szczegóły | Szczegóły |
| -------------- | ------------------------------------------------------------ | --------------- | --- | --- |
| Godzina: 19:30 | T. Larkin (EA) 11:21 A. Petan (EQ) 24:34 D. Glira (EQ) 34:29 | (1:1, 2:3, 0:1) | 05:40 (PP) B. Perlini 20:59 (EQ) C. Neilson 28:43 (EQ) M. Hammond 35:57 (EQ) B. Perlini 57:50 (EQ/ENG) C. Neilson | Widzów: 5538 Sędzia główny: Cedric Borga Kilian Hinterdobler Sędziowie liniowi: Norbert Muzsik Anders Nyqvist |
| Godzina: 19:30 | 6 min. kar                                                   |                 | 0 min. kar | Widzów: 5538 Sędzia główny: Cedric Borga Kilian Hinterdobler Sędziowie liniowi: Norbert Muzsik Anders Nyqvist |

Tabela
| Lp. | Zespół           | M | Pkt | Z | Zd | Pd | P | G+ | G- | +/− |
| --- | ---------------- | - | --- | - | -- | -- | - | -- | -- | --- |
| 1   | Wielka Brytania  | 5 | 14  | 4 | 1  | 0  | 0 | 24 | 7  | +17 |
| 2   | Polska           | 5 | 13  | 4 | 0  | 1  | 0 | 28 | 9  | +19 |
| 3   | Włochy           | 5 | 9   | 3 | 0  | 0  | 2 | 23 | 16 | +7  |
| 4   | Korea Południowa | 5 | 6   | 2 | 0  | 0  | 3 | 8  | 20 | -12 |
| 5   | Rumunia          | 5 | 3   | 1 | 0  | 0  | 4 | 9  | 26 | -17 |
| 6   | Litwa            | 5 | 0   | 0 | 0  | 0  | 5 | 7  | 21 | -14 |

    = awans do elity     = utrzymanie w Dywizji IA     = spadek do Dywizji IB
Statystyki indywidualne
- Klasyfikacja strzelców:  Krystian Dziubiński: 6 goli[2]
- Klasyfikacja asystentów:  Liam Kirk,  Grzegorz Pasiut: 7 asyst[3]
- Klasyfikacja kanadyjska:  Krystian Dziubiński: 11 punktów[4]
- Klasyfikacja +/−:  Luca Frigo: +7[5]
- Klasyfikacja skuteczności interwencji bramkarzy:  Ben Bowns: 93,46%[6]
- Klasyfikacja średniej goli straconych na mecz bramkarzy:  Ben Bowns: 1,39
- Klasyfikacja minut kar:  Tommaso Traversa: 29 minut[7]

Nagrody indywidualne
Dyrektoriat turnieju wybrał trójkę najlepszych zawodników, po jednym na każdej pozycji:
- Bramkarz:  Ben Bowns
- Obrońca:  Thomas Larkin
- Napastnik:  Krystian Dziubiński

## Grupa B
Do mistrzostw świata dywizji IA w 2024 awansował zwycięzca turnieju. Ostatni zespół został zdegradowany do mistrzostw świata dywizji IIA w 2024.
| 23 kwietnia 2023 | Holandia | 1:8 | Japonia | Tondiraba Ice Hall, Tallinn |

| Szczegóły      | Szczegóły             | Szczegóły       | Szczegóły | Szczegóły                                                                                                |
| -------------- | --------------------- | --------------- | --- | --- |
| Godzina: 12:30 | D. Hofland (EQ) 59:48 | (0:2, 0:2, 1:4) | 15:33 (EQ) K. Suzuki 18:05 (EQ) J. Halliday 22:09 (EQ) M. Furuhashi 39:38 (EQ) T. Nakajima 40:13 (EQ) S. Nakajima 45:07 (PP) T. Nakajima 45:26 (EQ) Y. Hirano 57:22 (SH) T. Irikura | Widzów: 150 Sędzia główny: Martin Christensen Andrij Kicha Sędziowie liniowi: Knut Bråten Tobias Schwenk |
| Godzina: 12:30 | 6 min. kar            |                 | 8 min. kar | Widzów: 150 Sędzia główny: Martin Christensen Andrij Kicha Sędziowie liniowi: Knut Bråten Tobias Schwenk |

| 23 kwietnia 2023 | Chiny | 5:4 pd. | Ukraina | Tondiraba Ice Hall, Tallinn |

| Szczegóły      | Szczegóły                                                                                   | Szczegóły            | Szczegóły                                                                            | Szczegóły                                                                                                 |
| -------------- | ------------------------------------------------------------------------------------------- | -------------------- | ------------------------------------------------------------------------------------ | --- |
| Godzina: 16:00 | K. Zhou (EQ) 20:49 J. Je (PP) 26:34 T. Wang (EQ) 35:47 K. Jieke (EQ) 38:45 An J. (EQ) 62:32 | (0:2, 4:0, 0:2, 1:0) | 06:19 (PP) O. Worona 19:15 (PP) O. Worona 46:33 (PP) I. Mereżko 55:49 (PP) O. Worona | Widzów: 560 Sędzia główny: Michał Baca Benjamin Hoppe Sędziowie liniowi: Dominik Altmann Renārs Davidonis |
| Godzina: 16:00 | 8 min. kar                                                                                  |                      | 31 min. kar                                                                          | Widzów: 560 Sędzia główny: Michał Baca Benjamin Hoppe Sędziowie liniowi: Dominik Altmann Renārs Davidonis |

| 23 kwietnia 2023 | Serbia | 1:2 pk. | Estonia | Tondiraba Ice Hall, Tallinn |

| Szczegóły      | Szczegóły           | Szczegóły                 | Szczegóły                                       | Szczegóły                                                                                             |
| -------------- | ------------------- | ------------------------- | ----------------------------------------------- | --- |
| Godzina: 19:30 | M. Đumić (EQ) 42:42 | (0:0, 0:1, 1:0, 0:0, 0:1) | 31:37 (EQ) E. Slessarevski 65:00 (GWG) K. Kombe | Widzów: 1564 Sędzia główny: Andrea Moschen Timo Ruuska Sędziowie liniowi: Agris Ozoliņš Wolfgang Puff |
| Godzina: 19:30 | 6 min. kar          |                           | 8 min. kar                                      | Widzów: 1564 Sędzia główny: Andrea Moschen Timo Ruuska Sędziowie liniowi: Agris Ozoliņš Wolfgang Puff |

| 24 kwietnia 2023 | Japonia | 5:2 | Chiny | Tondiraba Ice Hall, Tallinn |

| Szczegóły      | Szczegóły | Szczegóły       | Szczegóły                         | Szczegóły                                                                                          |
| -------------- | --- | --------------- | --------------------------------- | -------------------------------------------------------------------------------------------------- |
| Godzina: 12:30 | C. Hanzawa (EQ) 05:23 S. Hitosato (EQ) 35:15 T. Nakajima (PP) 37:30 Y. Osawa (EQ) 43:20 T. Nakajima (SH/ENG) 59:22 | (1:2, 2:0, 2:0) | 04:00 (PP) J. Fu 16:45 (EQ) An J. | Widzów: 280 Sędzia główny: Michał Baca Timo Ruuska Sędziowie liniowi: Knut Bråten Renārs Davidonis |
| Godzina: 12:30 | 14 min. kar |                 | 6 min. kar                        | Widzów: 280 Sędzia główny: Michał Baca Timo Ruuska Sędziowie liniowi: Knut Bråten Renārs Davidonis |

| 24 kwietnia 2023 | Ukraina | 7:0 | Serbia | Tondiraba Ice Hall, Tallinn |

| Szczegóły      | Szczegóły | Szczegóły       | Szczegóły   | Szczegóły |
| -------------- | --- | --------------- | ----------- | --- |
| Godzina: 16:00 | D. Tracht (EQ) 26:27 W. Mazur (PP) 28:47 W. Mazur (EQ) 44:28 A. Denyskin (PP) 47:06 O. Peresuńko (PP) 49:39 D. Borodaj (EQ) 54:19 I. Mereżko (EQ) 57:37 | (0:0, 2:0, 5:0) |             | Widzów: 428 Sędzia główny: Chae Young-jin Andrea Moschen Sędziowie liniowi: Wolfgang Puff Laurynas Stepankevičius |
| Godzina: 16:00 | 6 min. kar |                 | 35 min. kar | Widzów: 428 Sędzia główny: Chae Young-jin Andrea Moschen Sędziowie liniowi: Wolfgang Puff Laurynas Stepankevičius |

| 24 kwietnia 2023 | Estonia | 4:2 | Holandia | Tondiraba Ice Hall, Tallinn |

| Szczegóły      | Szczegóły                                                                                 | Szczegóły       | Szczegóły                                       | Szczegóły |
| -------------- | ----------------------------------------------------------------------------------------- | --------------- | ----------------------------------------------- | --- |
| Godzina: 19:30 | M. Viitanen (EQ) 19:26 K. Kombe (EQ) 44:09 R. Rooba (EQ) 50:00 M. Viitanen (EQ/ENG) 58:43 | (1:1, 0:0, 3:1) | 04:12 (EQ) G. van Nes 53:57 (PP/EA) K. van Gorp | Widzów: 1349 Sędzia główny: Martin Christensen Andrij Kicha Sędziowie liniowi: Dominik Altmann Tobias Schwenk |
| Godzina: 19:30 | 8 min. kar                                                                                |                 | 10 min. kar                                     | Widzów: 1349 Sędzia główny: Martin Christensen Andrij Kicha Sędziowie liniowi: Dominik Altmann Tobias Schwenk |

| 26 kwietnia 2023 | Holandia | 7:2 | Chiny | Tondiraba Ice Hall, Tallinn |

| Szczegóły      | Szczegóły | Szczegóły       | Szczegóły                         | Szczegóły |
| -------------- | --- | --------------- | --------------------------------- | --- |
| Godzina: 12:30 | T. van Soest (EQ) 07:55 T. van Soest (EQ) 10:41 M. Collard (PP) 15:44 K. van Gorp (EQ) 32:08 O.-J. Schoningh (EQ) 38:30 G. van Nes (EQ) 39:44 D. Hofland (EQ) 52:26 | (3:0, 3:2, 1:0) | 33:06 (EQ) J. Fu 38:21 (PP) An J. | Widzów: 215 Sędzia główny: Chae Young-jin Andrea Moschen Sędziowie liniowi: Agris Ozoliņš Laurynas Stepankevičius |
| Godzina: 12:30 | 10 min. kar |                 | 8 min. kar                        | Widzów: 215 Sędzia główny: Chae Young-jin Andrea Moschen Sędziowie liniowi: Agris Ozoliņš Laurynas Stepankevičius |

| 26 kwietnia 2023 | Japonia | 8:3 | Serbia | Tondiraba Ice Hall, Tallinn |

| Szczegóły      | Szczegóły | Szczegóły       | Szczegóły                                                            | Szczegóły                                                                                                  |
| -------------- | --- | --------------- | -------------------------------------------------------------------- | --- |
| Godzina: 16:00 | Y. Hirano (EQ) 01:51 K. Takagi (EQ) 02:34 Y. Hirano (EQ) 26:55 S. Hitosato (EQ) 44:21 T. Nakajima (EQ) 46:05 Y. Hirano (EQ) 46:54 T. Nakajima (PP) 53:15 S. Nakajima (PP) 55:16 | (2:0, 1:2, 5:1) | 23:14 (PP) M. Popović 26:42 (PP) P. Podunavac 40:46 (EQ) M. Dragović | Widzów: 254 Sędzia główny: Benjamin Hoppe Andrij Kicha Sędziowie liniowi: Dominik Altmann Renārs Davidonis |
| Godzina: 16:00 | 10 min. kar |                 | 8 min. kar                                                           | Widzów: 254 Sędzia główny: Benjamin Hoppe Andrij Kicha Sędziowie liniowi: Dominik Altmann Renārs Davidonis |

| 26 kwietnia 2023 | Ukraina | 7:4 | Estonia | Tondiraba Ice Hall, Tallinn |

| Szczegóły      | Szczegóły | Szczegóły       | Szczegóły                                                                              | Szczegóły                                                                                                |
| -------------- | --- | --------------- | -------------------------------------------------------------------------------------- | --- |
| Godzina: 19:30 | I. Korenczuk (EQ) 17:54 P. Panhełow-Jułdaszew (PP) 21:37 W. Lalka (EQ) 31:29 P. Panhełow-Jułdaszew (EQ) 38:12 I. Korenczuk (EQ) 38:58 W. Mazur (PP) 42:28 D. Tracht (EQ) 44:54 | (1:1, 4:1, 2:2) | 11:37 (EQ) K. Parras 33:44 (EQ) R. Rooba 44:33 (EQ) A. Aleksandrov 48:20 (PP) R. Rooba | Widzów: 3001 Sędzia główny: Michał Baca Martin Christensen Sędziowie liniowi: Knut Bråten Tobias Schwenk |
| Godzina: 19:30 | 6 min. kar |                 | 8 min. kar                                                                             | Widzów: 3001 Sędzia główny: Michał Baca Martin Christensen Sędziowie liniowi: Knut Bråten Tobias Schwenk |

| 27 kwietnia 2023 | Chiny | 5:0 | Serbia | Tondiraba Ice Hall, Tallinn |

| Szczegóły      | Szczegóły                                                                                 | Szczegóły       | Szczegóły   | Szczegóły                                                                                                   |
| -------------- | ----------------------------------------------------------------------------------------- | --------------- | ----------- | --- |
| Godzina: 12:30 | S. Fu (EQ) 08:10 K. Jieke (EQ) 14:28 An J. (EQ) 23:15 J. Luo (EQ) 39:37 J. Liu (EQ) 50:01 | (2:0, 2:0, 1:0) |             | Widzów: 123 Sędzia główny: Chae Young-jin Martin Christensen Sędziowie liniowi: Dominik Altmann Knut Bråten |
| Godzina: 12:30 | 4 min. kar                                                                                |                 | 12 min. kar | Widzów: 123 Sędzia główny: Chae Young-jin Martin Christensen Sędziowie liniowi: Dominik Altmann Knut Bråten |

| 27 kwietnia 2023 | Ukraina | 14:2 | Holandia | Tondiraba Ice Hall, Tallinn |

| Szczegóły      | Szczegóły | Szczegóły       | Szczegóły                                   | Szczegóły                                                                                               |
| -------------- | --- | --------------- | ------------------------------------------- | --- |
| Godzina: 16:00 | I. Korenczuk (EQ) 01:49 I. Korenczuk (EQ) 08:08 D. Tracht (EQ) 11:53 D. Nimenko (EQ) 18:52 D. Tracht (EQ) 20:32 I. Mereżko (PP) 22:07 N. Rużnykow (EQ) 22:59 A. Denyskin (PP) 31:38 J. Panczenko (EQ) 36:11 O. Worona (PP) 38:04 A. Denyskin (PP) 44:34 I. Korenczuk (EQ) 49:27 D. Tracht (EQ) 50:17 D. Tracht (EQ) 58:04 | (4:1, 6:1, 4:0) | 12:39 (PP) J. Verkiel 36:02 (PP) G. van Nes | Widzów: 729 Sędzia główny: Michał Baca Benjamin Hoppe Sędziowie liniowi: Renārs Davidonis Agris Ozoliņš |
| Godzina: 16:00 | 6 min. kar |                 | 12 min. kar                                 | Widzów: 729 Sędzia główny: Michał Baca Benjamin Hoppe Sędziowie liniowi: Renārs Davidonis Agris Ozoliņš |

| 27 kwietnia 2023 | Estonia | 1:3 | Japonia | Tondiraba Ice Hall, Tallinn |

| Szczegóły      | Szczegóły              | Szczegóły       | Szczegóły                                                          | Szczegóły |
| -------------- | ---------------------- | --------------- | ------------------------------------------------------------------ | --- |
| Godzina: 19:30 | M. Viitanen (EQ) 24:56 | (0:1, 1:2, 0:0) | 06:38 (EQ) S. Hitosato 24:47 (EQ) J. Halliday 35:43 (EQ) Y. Hirano | Widzów: 2432 Sędzia główny: Uldis Bušs Andrij Kicha Sędziowie liniowi: Wolfgang Puff Laurynas Stepankevičius |
| Godzina: 19:30 | 6 min. kar             |                 | 10 min. kar                                                        | Widzów: 2432 Sędzia główny: Uldis Bušs Andrij Kicha Sędziowie liniowi: Wolfgang Puff Laurynas Stepankevičius |

| 29 kwietnia 2023 | Serbia | 3:2 pk. | Holandia | Tondiraba Ice Hall, Tallinn |

| Szczegóły      | Szczegóły                                                            | Szczegóły                 | Szczegóły                                   | Szczegóły                                                                                               |
| -------------- | -------------------------------------------------------------------- | ------------------------- | ------------------------------------------- | --- |
| Godzina: 12:30 | M. Đumić (EQ) 10:05 N. Vučurević (EQ) 52:32 N. Vučurević (GWG) 65:00 | (1:1, 0:1, 1:0, 0:0, 1:0) | 08:13 (EQ) G. van Nes 29:16 (EQ) J. Verkiel | Widzów: 315 Sędzia główny: Chae Young-jin Andrij Kicha Sędziowie liniowi: Dominik Altmann Agris Ozoliņš |
| Godzina: 12:30 | 12 min. kar                                                          |                           | 10 min. kar                                 | Widzów: 315 Sędzia główny: Chae Young-jin Andrij Kicha Sędziowie liniowi: Dominik Altmann Agris Ozoliņš |

| 29 kwietnia 2023 | Estonia | 2:5 | Chiny | Tondiraba Ice Hall, Tallinn |

| Szczegóły      | Szczegóły                                | Szczegóły       | Szczegóły                                                                               | Szczegóły                                                                                              |
| -------------- | ---------------------------------------- | --------------- | --------------------------------------------------------------------------------------- | --- |
| Godzina: 16:00 | K. Parras (SH) 28:06 R. Arrak (PP) 54:52 | (0:3, 1:0, 1:2) | 01:13 (EQ) S. Fu 07:04 (EQ) J. Luo 15:37 (PP) J. Liu 40:25 (EQ) S. Fu 44:45 (PP2) S. Fu | Widzów: 4066 Sędzia główny: Uldis Bušs Martin Christensen Sędziowie liniowi: Knut Bråten Wolfgang Puff |
| Godzina: 16:00 | 37 min. kar                              |                 | 10 min. kar                                                                             | Widzów: 4066 Sędzia główny: Uldis Bušs Martin Christensen Sędziowie liniowi: Knut Bråten Wolfgang Puff |

| 29 kwietnia 2023 | Japonia | 5:3 | Ukraina | Tondiraba Ice Hall, Tallinn |

| Szczegóły      | Szczegóły                                                                                              | Szczegóły       | Szczegóły                                                        | Szczegóły                                                                                                 |
| -------------- | --- | --------------- | ---------------------------------------------------------------- | --- |
| Godzina: 19:30 | K. Suzuki (EQ) 07:58 Y. Hirano (PP) 19:29 Y. Hirano (PP) 29:04 K. Takagi (EQ) 29:25 K. Otsu (EQ) 40:46 | (2:0, 2:0, 1:3) | 45:12 (PP) O. Worona 52:45 (EQ) W. Lalka 56:33 (EQ) I. Korenczuk | Widzów: 3870 Sędzia główny: Michał Baca Benjamin Hoppe Sędziowie liniowi: Renārs Davidonis Tobias Schwenk |
| Godzina: 19:30 | 8 min. kar                                                                                             |                 | 29 min. kar                                                      | Widzów: 3870 Sędzia główny: Michał Baca Benjamin Hoppe Sędziowie liniowi: Renārs Davidonis Tobias Schwenk |

Tabela
| Lp. | Zespół   | M | Pkt | Z | Zd | Pd | P | G+ | G- | +/− |
| --- | -------- | - | --- | - | -- | -- | - | -- | -- | --- |
| 1   | Japonia  | 5 | 15  | 5 | 0  | 0  | 0 | 29 | 10 | +19 |
| 2   | Ukraina  | 5 | 10  | 3 | 0  | 1  | 1 | 35 | 16 | +19 |
| 3   | Chiny    | 5 | 8   | 2 | 1  | 0  | 2 | 19 | 18 | +1  |
| 4   | Estonia  | 5 | 5   | 1 | 1  | 0  | 3 | 13 | 18 | -5  |
| 5   | Holandia | 5 | 4   | 1 | 0  | 1  | 3 | 14 | 31 | -17 |
| 6   | Serbia   | 5 | 3   | 0 | 1  | 1  | 3 | 7  | 24 | -17 |

    = awans do Dywizji IA     = utrzymanie w Dywizji IB     = spadek do Dywizji IIA
Statystyki indywidualne
- Klasyfikacja strzelców:  Yūshirō Hirano: 7 goli[9]
- Klasyfikacja asystentów:  Ihor Mereżko: 10 asyst[10]
- Klasyfikacja kanadyjska:  Ołeksij Worona: 13 punktów[11]
- Klasyfikacja +/−:  Hiroto Sato: +8[12]
- Klasyfikacja skuteczności interwencji bramkarzy:  Yuta Narisawa: 93,20%[13]
- Klasyfikacja średniej goli straconych na mecz bramkarzy:  Yuta Narisawa: 1,75
- Klasyfikacja minut kar:  Mirko Đumić,  Aleksander Ossipov: 29 minut[14]

Nagrody indywidualne
Dyrektoriat turnieju wybrał trójkę najlepszych zawodników, po jednym na każdej pozycji:
- Bramkarz:  Yuta Narisawa
- Obrońca:  Ihor Mereżko
- Napastnik:  Yūshirō Hirano